# Batalha de Keresztes
A Batalha de Keresztes ou Batalha de Mezokeresztes (Mezőkeresztes) ocorreu de 24 a 26 de outubro de 1596, entre um força conjunta Habsburgo-Transilvânia e o Império Otomano, perto da vila de Mezőkeresztes no norte da Hungria. A batalha terminou com uma inesperada vitória otomana.